# Lanshan, Rizhao
Lanshan är ett stadsdistrikt i Rizhao i Shandong-provinsen i norra Kina.